# Sadie Love
Sadie Love er en amerikansk stumfilm fra 1919.

## Medvirkende
- Billie Burke som Sadie Love
- James Crane som grev Luigi Pallavicini
- Helen Montrose som de Marabole
- Hedda Hopper
- Jed Prouty som James Wakeley